# Porter J. McCumber
Porter J. McCumber (Crete, Illinois, 1856/1858. február 3. – Washington, 1933. május 18.) amerikai politikus, az Amerikai Egyesült Államok szenátora (Észak-Dakota, 1899–1923).

## Élete
1884-ben a Republikánus Párt színeben beválasztották az észak-dakotai képviselőházba, majd 1886-ban a szenátusba. 1889 és 1891 között Richland megye államügyészeként dolgozott. 1899. március 4. és 1923. március 4. között az Egyesült Államok Szenátusának a tagja volt Észak-Dakota állam képviseletében.